# Tamanrasset
Tamanrasset (arabisk: تامنراست; ⵜⴰⵎⴰⵏⵖⴰⵙⴻⵜ) er en by i det sydlige Algeriet med et indbyggertal på cirka 92.635 (2008) indbyggere.
Byen er hovedby i provinsen af samme navn og er en oase midt i Sahara-ørkenen.